# داگینگ (عامیانه جنسی)

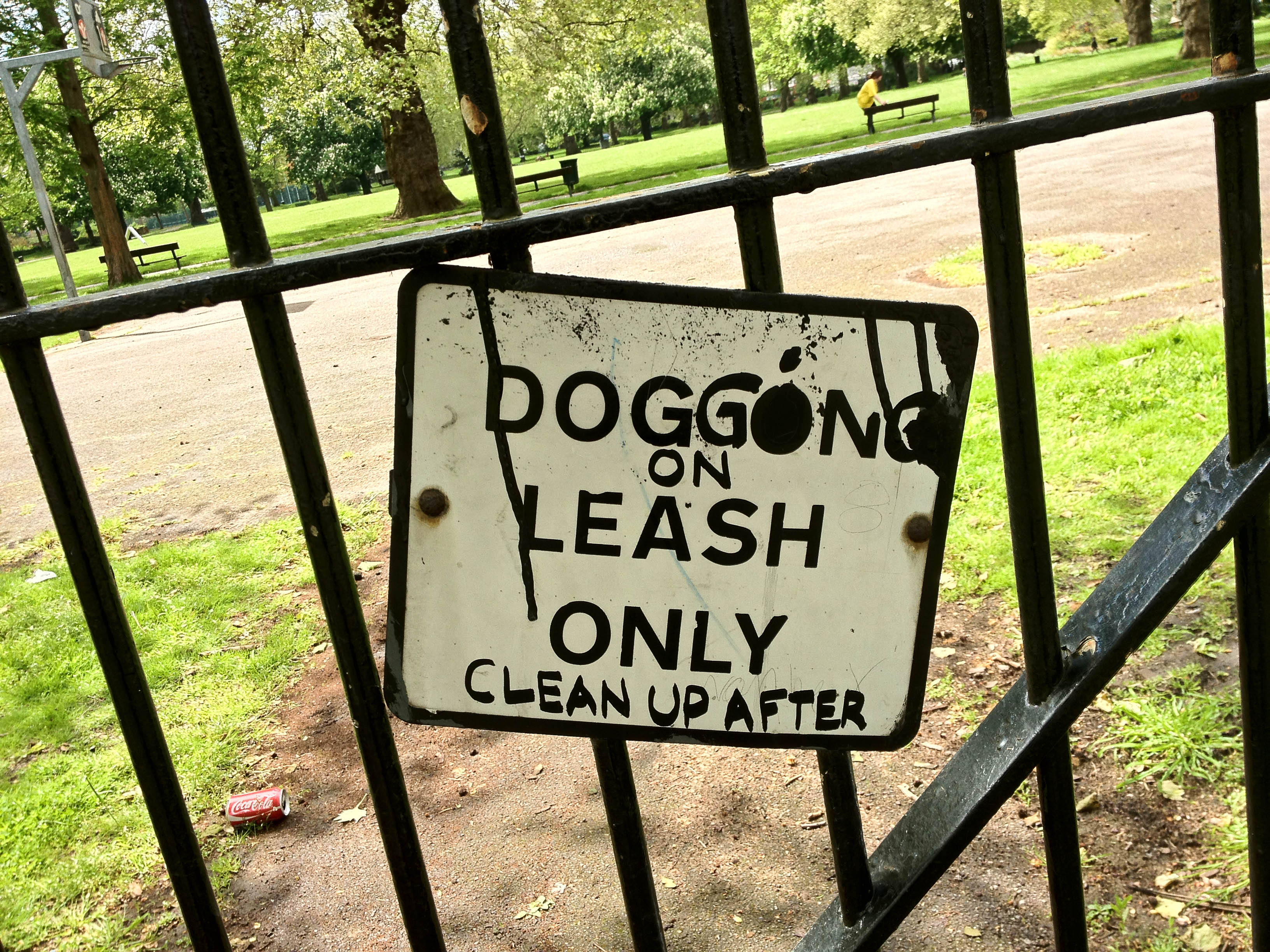
تابلوی خراب شده "DOG ON LEASH ONLY" اصلاح شده برای اشاره به داگینگ، پارک کنینگتون، لندن، ۲۰۱۲

داگینگ  (به انگلیسی بریتانیایی: Dogging) یک اصطلاح عامیانه انگلیسی بریتانیایی برای انجام اعمال جنسی در یک مکان عمومی یا نیمه عمومی یا تماشای دیگران در حال انجام این کار است. ممکن است بیش از دو شرکت کننده وجود داشته باشد. هر دو سکس گروهی و گنگ بنگ را می‌توان گنجاند. از آنجایی که مشاهده تشویق می‌شود، تماشاگری جنسی و بدن‌نمایی ارتباط تنگاتنگی با داگینگ گردانی دارند. دو گروه از افراد درگیر اغلب به صورت تصادفی یا (به‌طور فزاینده) ملاقات می‌کنند تا از قبل از طریق اینترنت با هم ملاقات کنند.
در سپتامبر ۲۰۰۳ بی‌بی‌سی نیوز در مورد شوق جنون داگینگ «جدید» گزارش داد. آنها از اینترنت و پیام‌های متنی به عنوان روش‌های متداول سازماندهی جلسات نام بردند. تعریف اصلی داگینگ - که هنوز هم فعالیتی نزدیک به هم است - جاسوسی از زوج‌هایی است که در حال انجام رابطه جنسی در ماشین یا مکان‌های عمومی دیگر هستند، و این اصطلاح برای سال‌ها در راه‌آهن بریتانیا استفاده می‌شد. حداقل در سال ۱۹۵۱ شناخته شده بود.
شواهدی در اینترنت وجود دارد که نشان می‌دهد این «جنون» به کشورهای دیگر مانند ایالات متحده، کانادا، استرالیا، باربادوس، برزیل، دانمارک، هلند، نروژ، لهستان، و سوئد گسترش یافته‌است.

## قانونی بودن
در بریتانیای کبیر، داگینگ تحت قوانین مربوط به تماشاگری جنسی، بدن‌نمایی یا نمایش عمومی رفتار جنسی قرار می‌گیرد. پیگرد قانونی برای تعدادی از جرایم مانند بخش ۵ قانون نظم عمومی ۱۹۸۶، قرار گرفتن بر اساس بخش ۶۶ قانون جرائم جنسی ۲۰۰۳، یا برای جرم عرفی در مورد توهین به عفت عمومی امکان‌پذیر است. تا تاریخ ۲۰۱۰ سیاست انجمن افسران ارشد پلیس (ACPO) این بود که دستگیری آخرین راه حل است و در چنین شرایطی باید رویکرد تدریجی تری اتخاذ شود. از آنجایی که رابطه جنسی عمومی در برخی مناطق بریتانیا از نظر قانونی در یک منطقه کمی خاکستری قرار دارد: «... به گفته مقامات و تعداد زیادی از وب‌سایت‌هایی که آن را تبلیغ می‌کنند، سکس عمومی یک فعالیت محبوب و شبه قانونی در بریتانیا است. . (فقط در صورتی جرم تلقی می‌شود که کسی شاهد آن باشد، توهین شده باشد و مایل به شکایت رسمی باشد) و پلیس تمایل دارد در محیط‌های عمومی سکس به راحتی قدم بگذارد، تا حدی به دلیل میراث تلخ زمانی که رابطه جنسی همجنس‌گرایان غیرقانونی بود و مردان محبوس که رابطه جنسی ناشناس در مکان‌هایی مانند حمام عمومی داشتند، به‌طور معمول دستگیر و تحقیر می‌شدند.»

## واژه‌شناسی
ساندی هرالد اسکاتلند در سال ۲۰۰۳ نوشت: «اصطلاح داگینگ در اوایل دهه ۱۹۷۰ برای توصیف مردانی که از زوج‌هایی که در فضای باز رابطه جنسی داشتند جاسوسی می‌کردند - این مردان در هر حرکت زوج‌ها را سگ می‌کردند و آنها را تماشا می‌کردند.» یک ریشه‌شناسی جایگزین، راه رفتن سگ را منشأ این اصطلاح می‌داند. مخاطبان و در واقع شرکت کنندگان می‌توانند از ورزش معمولی حیوانات خانگی خود به عنوان پوششی برای تکالیف جنسی خود استفاده کنند.